# La Séauve-sur-Semène
La Séauve-sur-Semène település Franciaországban, Haute-Loire megyében. Lakosainak száma 1471 fő (2022. január 1.). La Séauve-sur-Semène Monistrol-sur-Loire, Pont-Salomon, Saint-Didier-en-Velay és Sainte-Sigolène községekkel határos.

## Népesség
A település népességének változása:
| Lakosok száma | 1188 | 1018 | 1074 | 1248 | 1457 | 1466 | 1470 | 1480 | 1485 | 1471 |
|               | 1968 | 1982 | 1990 | 2006 | 2013 | 2015 | 2017 | 2019 | 2020 | 2022 |